# A (バンド)
A（エース）は日本のヴィジュアル系ロックバンド。

## 概要
2010年4月に『最強に激しく、最響に美しく、最狂にイカレタROCK』をスローガンにメンバーが集まり結成。2012年にヨーロッパツアーを行った。

## メンバー
- Nimo（にも）：ボーカル
  - 3月13日生まれ、解散後はTHE MICRO HEAD 4N'Sに2015年から2019年まで在籍。現在はANONYMOUSで活動。

- Toshi（とし）：ベース
  - 12月18日生まれ

- Rookie Fiddler（るーきー ふぇどらー）：ヴァイオリン
  - 1月25日生まれ

- Mucho Gracias（むーちょ ぐらしあす）：ギター
  - 6月5日生まれ

## ディスコグラフィー

### シングル
1. 夜明けのアンセム／NUDE （2010年12月22日）
2. Black Butterfly （2011年8月3日）
3. Night Of The Knights （2012年3月14日）
4. Black Butterfly （2011年8月3日）
5. ELEMENTA ALCHEMICA （2012年11月21日）
6. 白い悪魔〜Phantom of the Snow〜 （2013年2月15日）
7. SAKURA （2013年3月27日）

### ミニアルバム
1. BLACK ALBUM
2. WHITE ALBUM

### フルアルバム
1. BLACK & WHITE ALBUM （2011年11月23日）
2. Tales for the Abyss （2012年6月1日）

### オムニバス参加作品
1. 妖幻鏡〜アメジスト〜 （2010年2月23日）